# Eugenio Monesma Moliner
Eugenio Monesma Moliner (Osca, 21 de novembre de 1952) és un director de cinema etnogràfic i fotògraf aragonès, conegut per les seves sèries de documentals sobre costums, oficis perduts, i tradicions de diferents parts d'Espanya.
Eugenio dirigeix la productora Pyrene P. V., amb seu a Osca, i forma part de la Reial Acadèmia de Nobles i Belles Arts de Sant Lluís. Ha realitzat diverses produccions per a Aragón Televisión, entre les quals destaquen les sèries Nos vemos en la Plaza Mayor, Los secretos de las piedras i Raíces Vivas. També ha treballat àmpliament amb els canals temàtics, com per exemple Canal Cocina, per a qui realitza anualment des de 2002 la sèrie titulada Los fogones tradicionales.

## Biografia
Eugenio Monesma Moliner va néixer a Osca en 1952. Als seus 25 anys es va iniciar al cinema en format Super-8 amb curtmetratges de forta càrrega simbòlica i compromís social, entre els quals van destacar Jaque de Reyes i Soldados de papel, amb els quals va obtenir nombrosos premis; així com realitzant cinema de animació de caràcter antibel·licista.
El 1983 ingressa a l'Institut Aragonès d'Antropologia i amb l'enregistrament del documental Navateros emprèn una clara orientació cap al cinema etnogràfic. Els seus primers treballs tenen ja un valor pioner, i el resultat és un dels corpus etnogràfic-audiovisuals més importants d'Espanya, amb un especial accent en les tradicions i oficis d'Aragó i d'Espanya en general.
El 1990 crea la productora Pyrene P.V. i continua amb el seu projecte de documentar en imatges totes aquelles activitats productives, vells oficis i rituals que s'han perdut o que corren perill de desaparèixer, recorrent nombrosos pobles tant de la geografia aragonesa com de tot Espanya.
Des de desembre de l'any 2020 va iniciar una campanya de difusió del seu fons documental en la plataforma digital Youtube, arribant en dos mesos a superar les 150.000 subscripcions i els 44 milions de visualitzacions.

## Obra
A data de 2021, Eugenio Monesma comptava amb més de 2.800 documentals realitzats, principalment sobre etnografia, naturalesa o referits a qüestions socials. sota temàtiques com a oficis perduts, festes populars, indumentària tradicional, receptes tradicionals, històries del exili republicà, instruments musicals, etc. Al llarg de la seva trajectòria ha estat guardonat amb més de 200 premis com la Medalla al Mèrit Cultural en 2001, concedida pel Govern d'Aragó, o el premi Félix de Azara en 2011. Les seves sèries de televisió sobre oficis tradicionals, festes, història, turisme, gastronomia, pedres rituals etc. s'han pogut veure en diversos canals regionals i nacionals d'Espanya des dels anys 90.
El seu arxiu fotogràfic supera les 280.000 diapositives de tema etnogràfic, paisatgístic i monumental, juntament amb les fotografies digitals realitzades en anys posteriors.
Ha publicat diversos llibres sobre antropologia o etnografia amb les seves recerques, treballs de camp i fotografies, així com articles en revistes com Vida Rural o Temas de antropología aragonesa.

### Programes de televisió
- Nos vemos en la Plaza Mayor va ser un programa setmanal durant sis temporades a Aragón TV, entre els anys 2007 i 2012, amb més de 320 capítols. Hi va donar a conèixer moltes de les tradicions i costums arrelats en la comunitat aragonesa[7]
- Memoria y tradiciones de Aragón, sèrie composta per 20 capítols de 60 minuts emesa durant l'any 2015 a Aragón TV[15]
- Fogones tradicionales, sèrie sobre gastronomia tradicional espanyola emesa durant més de 20 anys en el canal de pagament Canal Cocina[16]
- Los secretos de las piedras, programa de tall arqueològic dirigit i presentat pel mateix Monesma a Aragón TV entre 2014 i 2015 sobre la pedra treballada, les seves llegendes i història. Aquesta temàtica ha estat un dels seus focus de recerca i conferències, participant també en el projecte sobre creences i ritus al voltant de les pedres sagrades del Instituto de Estudios Altoaragoneses, denominat Piedras sagradas.[17][18]
- Raices vivas, sèrie que va dirigir i va presentar per Aragón TV entre 2016 i 2017 en la qual es recullen diverses festes, oficis i rituals festius del territori aragonès.[19][20]